# Kasempa
Kasempa  este un oraș  în  Provincia de Nord-Vest, Zambia. Se află situat nu departe de Parcul Național Kafue, pe valea râurilor Lufupa și Dongwe.